# اسین افشار
اسین افشار (انگلیسی: Esin Afşar; ۱ ژانویهٔ ۱۹۳۶ – ۱۴ نوامبر ۲۰۱۱) خواننده-ترانه‌پرداز، بازیگر، هنرمند، نویسنده اهل ترکیه بود. وی بین سال‌های ۱۹۷۰ تا ۲۰۰۲ میلادی فعالیت می‌کرد.